# Ahmad Jalayir
Ahmad Jalayir, född 1382, död 1410, var en azerbajdzjansk härskare av den mongoliska Jalayiriddynastin.
Utifrån sina ursprungliga områden försökte han utvidga sitt område, och efter Timur Lenks död 1405 lyckades han inta Bagdad.